# Adam Baranowski
Adam Piotr Baranowski (ur. 29 kwietnia 1957) – polski żeglarz lodowy, wicemistrz świata. Zawodnik Stowarzyszenia Flota Polska DN.
Odznaczony Złotym Krzyżem Zasługi (2010).

## Bojery
- 2. miejsce w Mistrzostwach Świata w kl. „DN” (Austria) 2010